# Подольск-87 (альбом)
Подольск-87 — два бокс-сета — комплекта изданий в форматах 8хCD и 5хDVD (оба — Limited edition (Ltd) — 999 экз.). Эти издания, выпущенные в 2012 году лейблом "Геометрия", взаимосвязаны тематически и по содержанию и дополняют друг друга — на дисках размещены отреставрированные аудио- и видеозаписи легендарного рок-фестиваля «Подольск '87», получившего в прессе определение «советский Вудсток».
Комплекты являются уникальным артефактом для российского издательского рынка — как по объёму информации и проведённой подготовительной работе, так и по исторической, культурной ценности и качеству издания.

## Фестиваль
Рок-фестиваль «Подольск-87» состоялся 11—13 сентября 1987 года. В мероприятии приняла участие 21 группа из 15 городов СССР — от Риги до Новосибирска. Акция была организована и проведена сотрудниками самиздатовских фэнзинов (журналов) «Зомби» и «Урлайт», официально событие курировалось молодёжным журналом «Юность» и газетой «Московский комсомолец».
В оргкомитет фестиваля входили президент Подольского рок-клуба Пит Колупаев, директор Зелёного театра Подольского городского парка имени Талалихина Марк Рудинштейн, рок-литератор, продюсер Сергей Гурьев, промоутер Наталья «Комета» Комарова, а также комсомольские работники. Группа «Долина» (Москва) предоставила аппаратуру для проведения фестиваля.
На афише, приведённой на развороте панели, на которой закреплены DVD издания, указаны группы «Урфин Джюс», «Алиса», «Ноль», «ЧайФ», по разным причинам не доехавшие до Подмосковья.
Среди публики были музыканты — звёзды андеграунда Егор Летов, Жан Сагадеев, Олеся Троянская, Ник Рок-н-Ролл, Умка, Сергей Рыженко, Александр Чернецкий. Многих из них можно видеть на DVD среди публики.
Критики определяют событие, как важнейшее и определяющее и для жанра «русский рок», и для национальной культуры.
Фестиваль считается главным событием в истории русского рока. Событие имело широкий резонанс и разнообразные последствия для организаторов и участников. Юбилеи «Подольск-87» отмечаются на встречах участников.
Группа «Цемент» приезжала в Москву и играла концерт в честь 30-летия фестиваля.

## Работа над изданием
Идея издания записей фестиваля высказывалась разными людьми — Сергеем Гурьевым, продюсером, аудиоинженером, реставратором Евгением Гапеевым, Питом Колупаевым. Решение было принято в 2007 году, по результатам встречи рок-общественности, посвящённой 20-летию фестиваля.
Работа над изданием шла на протяжении пяти лет. Издателями и реставраторами были проведены поиски недостающих материалов, работа в архивах и проработка юридических аспектов, легализация, встречи с участниками и экспертами. Сохранившиеся записи были поделены на два комплекта — аудио и видео, содержание которых перекрывалось не полностью, так как часть записей сохранилась только в формате аудио, часть — только видео. «Бастион» и «Холи» — аудиозаписей больше, чем видео, «J.M.K.E.», «ДДТ», «Объект насмешек» — есть всё видео, но на видеозаписи звук не сохранился.

### Восстановление изображения
Применялась покадровая реставрация, убирались царапины и выпадения цвета. Оригиналы видеозаписей на пяти видеокассетах формата VHS хранились Питом Колупаевым. Но одна кассета исчезла. Другие оригиналы сохранились неидеально.
Снимали Владимир и Валерий Дородько — их съёмка стала основой издания. Были обнаружены ранее неизвестные съёмки фестиваля операторов Михаила Мельниченко, Николая Ржаникова. Эстонский рок-журналист Николай Мейнерт с кинооператором Олегом Капшаем сняли фрагменты концертов, которые вошли в фильм «Рок-культ». Готовится[уточнить] новый фильм о фестивале, в который включён рассказ об издании.
Были использованы оригиналы и копии съёмок с нескольких камер. На сете группы «Телевизор» на песне «Три-четыре гада» — неизвестными (по мнению участников — сотрудниками спецслужб) была отключена подача электроэнергии, но одна камера продолжала работать от батареек.

### Реставрация звука
Основная запись делалась Михаилом Гороховым на магнитофон AKAI 4000 и хромовую плёнку. Значительная часть записей сохранилась в формате стерео. Но у разных групп были разные аппаратчики, они включали пульт в разных непредсказуемых режимах. Была проведена ручная синхронизация всего трек-листа.

### Оформление
Бокс DVD стилизован под «винил». Это было продиктовано наличием фотографий большого формата известных рок-фотографов — (Евгения Матвеева, Сергея Борисова, Юрия Чашкина, Анатолия Азанова). Оформление сделано с аллюзией на бокс-сет с записями фестиваля в Вудстоке.

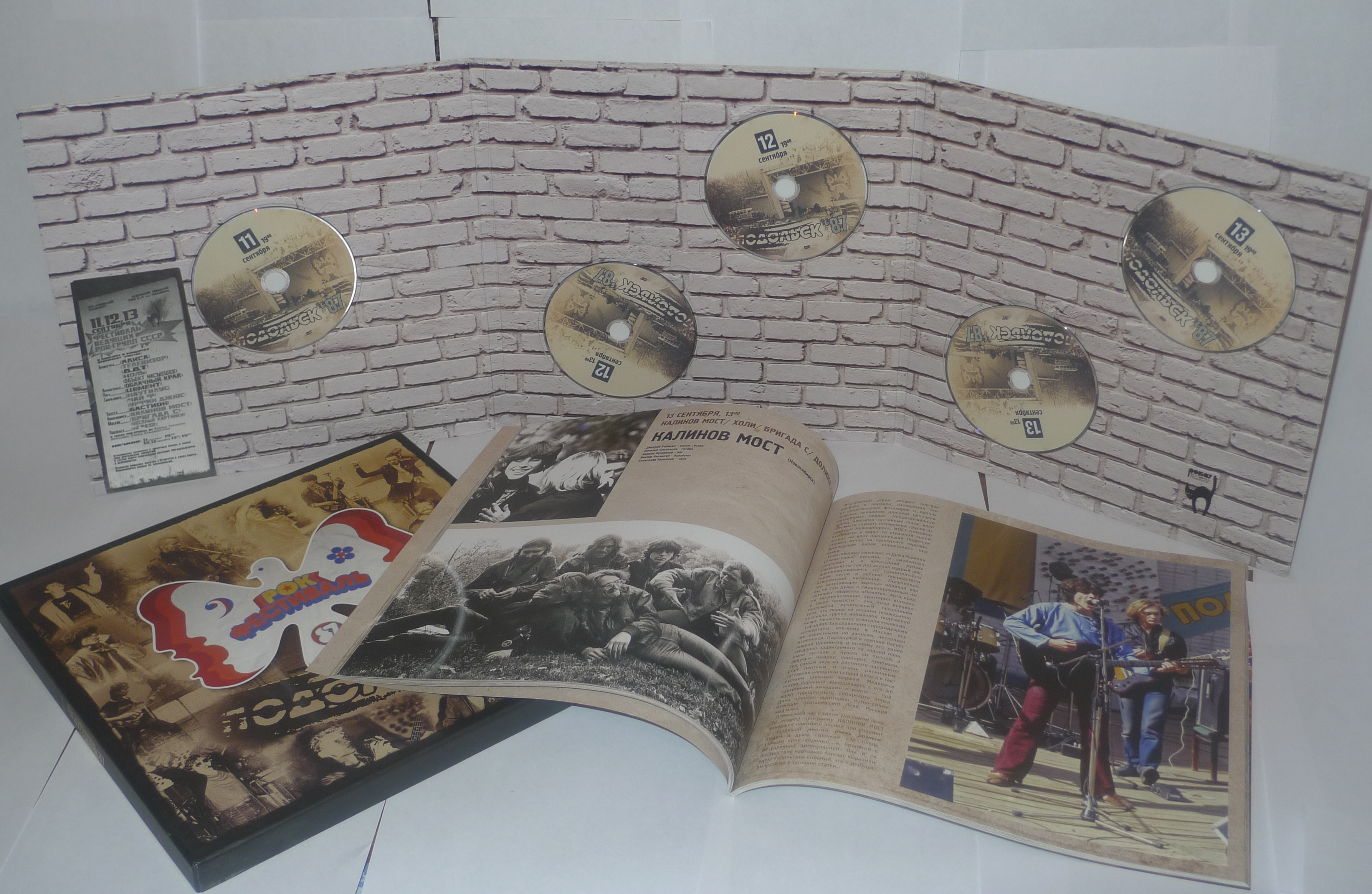
Комплект DVD «Подольск-87»

## Буклет
В буклет издания вошли:
1. Статья Сергея Гурьева для казанского самиздатовского машинописного журнала «Аудио Холи», выходившего тиражом 10 экземпляров[14].
2. Статья Сергея Гурьева «Рокеры не сдаются» — из журнала «Юность».
3. Статья Пита Колупаева из журнала «Pinoller»[31].
4. Материал Олега Ковриги[5].

## Комплект 5хDVD
Обозначениями, «номерами» дисков DVD-издания служат даты концертов и время их начала.
- DVD 1 «11 сентября. 19:00» «42» (Подольск), «Цемент» (Рига), Телевизор (Ленинград), «Кроссворд» (Ярославль)[14][32].
- DVD 2 «12 сентября, 13:00» «Портрет» (Климовск[33]) (Подольск), «Хроноп» (Горький), «Алиби» (Дубна), «Облачный край» (Архангельск).
- DVD 3 «12 сентября, 19:00» «Наутилус Помпилиус» (Свердловск), Настя Полева (Свердловск), «Бастион» (Одесса), «Зоопарк» (Ленинград)[14][34].
- DVD 4 «13 сентября, 13:00» «Калинов мост» (Новосибирск), «Холи» (Казань), «Долина» (Москва), «Бригада С» (Москва), «J.M.K.E.» (Таллин).
- DVD 5 «13 сентября, 19:00» «Весёлые картинки» (Москва), «БОМЖ» (Новосибирск), «Объект Насмешек» (Ленинград), «ДДТ» (Ленинград)[35].
- Перед выступлением «ДДТ» Николай Мейнерт и представитель комитета комсомола вручили призы и награды. Лауреатами фестиваля стали «Телевизор» и «Наутилус Помпилиус», дипломы I степени получили «Весёлые картики», «Облачный край», «Алиби». Дипломы II степени — «Объект насмешек», «Хроноп», «42». Группы «ДДТ», «Зоопарк», «Бригада С» выступали вне конкурса, а «Калинов мост» и «БОМЖ» не вошли в число лауреатов, так как использовали во время выступления ненормативную лексику[36][37].

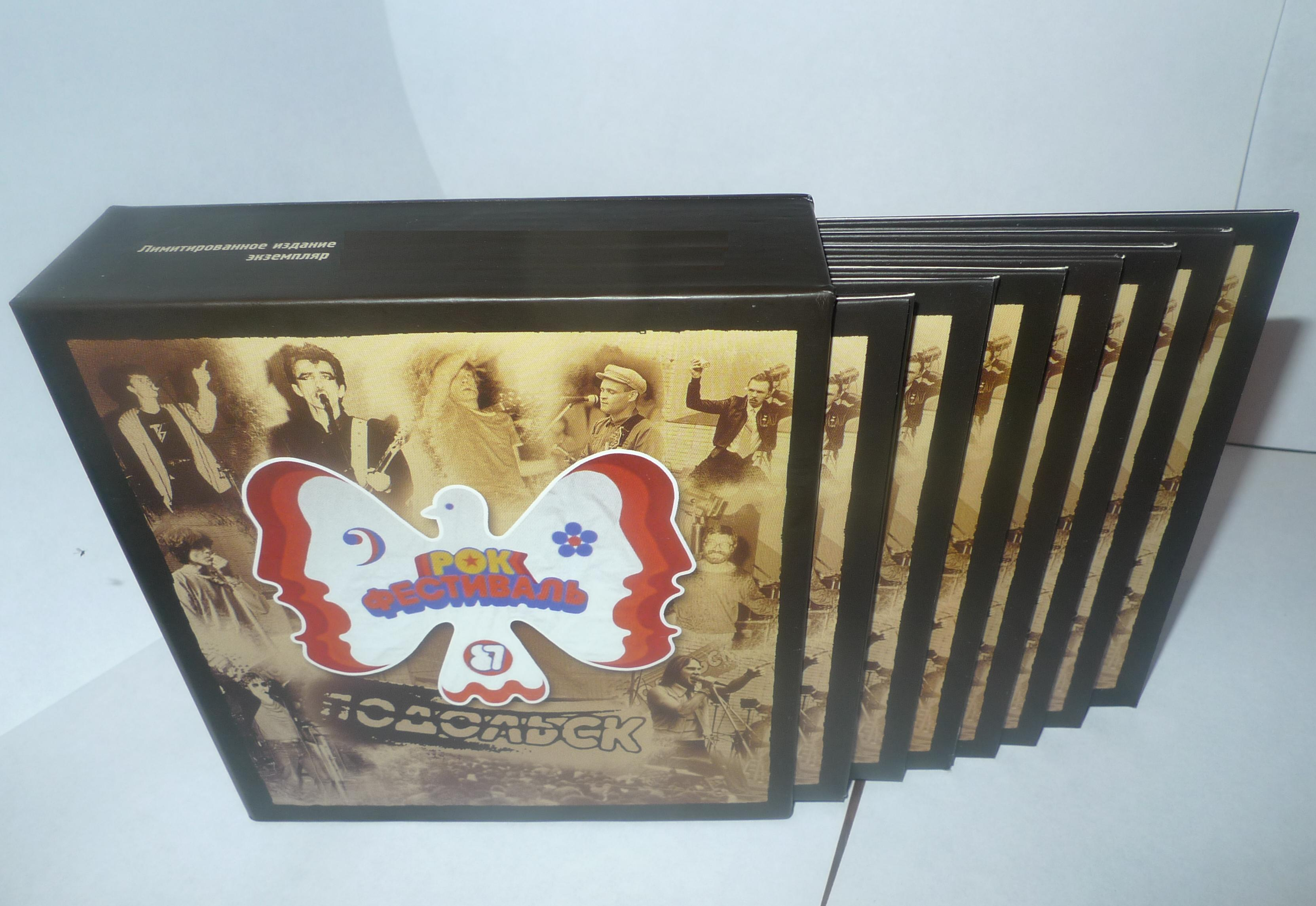
Комплект CD «Подольск-87»

## Комплект 8хCD
Трек-лист аудио не полностью совпадает с трек-листом видеоверсии, некоторые песни, зафиксированные в пультовой записи, не сохранились на видео. Были и обратные варианты: у группы «Объект насмешек» видео имелось полностью, а аудио было в очень плохом качестве — его портили сознательно. Панкер (Игорь «Панкер» (он же «Монозуб») Гудков) рассказывал, что неизвестный гражданин (по убеждению причастных к событиям — сотрудник спецслужб) «подбегал и что-то выключал». В итоге, на аудио издана только одна их песня. Не сохранились пультовые аудио-записи групп «42», «Портрет», «Кроссворд». Выступления распределены по дискам следующим образом.
- CD 1. «Цемент» / «Телевизор»
- CD 2. «Хроноп» / «Алиби»
- CD 3. «Наутилус Помпилиус» / «Настя»
- CD 4. «Бастион» / «Зоопарк»
- CD 5. «Калинов Мост» / «Холи»
- CD 6. «Бригада С» / «Долина»
- CD 7. «Весёлые картинки» / «Облачный край»
- CD 8. «БОМЖ» / «Объект насмешек» / «ДДТ»